# Thomas Accary
Pas d'image ? Cliquez ici
Thomas Accary, né le 17 novembre 1987 à Annecy (Haute-Savoie), est un pilote automobile français.

## Biographie
À sept ans, le jeune garçon découvre la passion de l'automobile, en regardant son père pratiquer ce sport. Thomas se lance alors dans le monde du karting.
En 2004, le jeune pilote âgé alors de quinze ans effectue le championnat de France Formule Campus où il terminera 7e du championnat (3 podiums et 1 victoire) et deviendra le plus jeune espoir français. Durant la saison 2005 et 2006, il roule en Formule Renault 2.0 sur une Tatuus et terminera meilleur rookie.
Jeune père de famille en 2021 et installé à Aix-les-Bains, Thomas relance sa carrière autour du Grand Tourisme et de l’endurance pour effectuer les courses des 24 Heures du Mans.

### Vice-champion d'Europe en GT3
Thomas devient vice-champion d'Europe en GT3 sur Aston Martin DBRS9 chez Hexis Racing et renouvela son titre la saison suivante :
- 23 Courses ;
- 8 podiums, 3 victoires, 2 pôles et 3 meilleurs tours ;
- 6 podiums constructeur Aston Martin : 6 victoires et vainqueur de la Coupe d'Europe Aston Martin.

### Championnat du monde FIA GT1 avec Aston Martin (2010)
Thomas Accary participe au championnat du monde FIA GT1 avec Aston Martin et finit deuxième à Silverstone, 9e en France au Castelet et 5e en Belgique sur le circuit de Spa-Francorchamps. Il devient vice-champion du monde constructeur cette même année.

### Totre en VdeVEndurance Seriesavec CD Sport (2012)
Le Français se lance dans le championnat VdeV Endurance Series en prototype sur une Norma M 20 FC de chez CD Sport et remporte le championnat d'Europe 2012 et 2015.
Toujours en 2015, il participe à la finale ELMS à Estoril (Portugal) au volant de la ligier JSP3 pour sa première sortie officielle et termine 2e de la catégorie.